# Neoepiscardia cristata
Neoepiscardia cristata är en fjärilsart som beskrevs av László Anthony Gozmány. Neoepiscardia cristata ingår i släktet Neoepiscardia och familjen äkta malar. Inga underarter finns listade i Catalogue of Life.